# NGC 6709
NGC 6709 est un jeune amas ouvert situé dans la constellation de l'Aigle. Il a été découvert par l'astronome britannique John Herschel en 1827.
Selon la classification des amas ouverts de Robert Trumpler, cet amas renferme entre 50 et 100 étoiles (lettre m) dont la concentration est moyennement faible(III) ou faible (IV) et dont les magnitudes se répartissent sur un intervalle moyen (le chiffre 2) ou grand (le chiffre 3). Selon le site Lynga consacré aux amas ouverts, le nombre d'étoiles observées est de 111, mais le nombre d'étoiles membres de l'amas est de 40, ce qui contredit la classification indiquée sur ce même site. Un récent article soutient cependant que l'amas renferme 305 étoiles et un âge compris entre 110 et 160 millions d'années, soit à peu près le même âge que l'amas des Pléiades.

## Observation
Avec une magnitude visuelle de 6,7, on peut observer l'amas avec de petites jumelles.

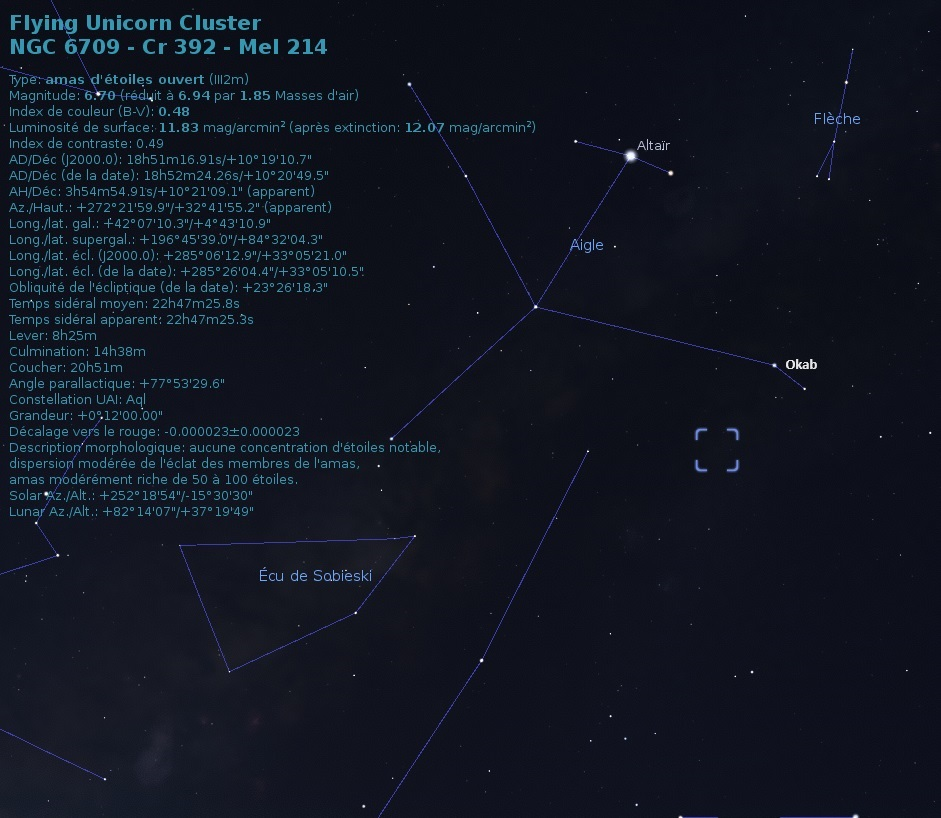
Emplacement de NGC 6709 dans la constellation de l'Aigle.

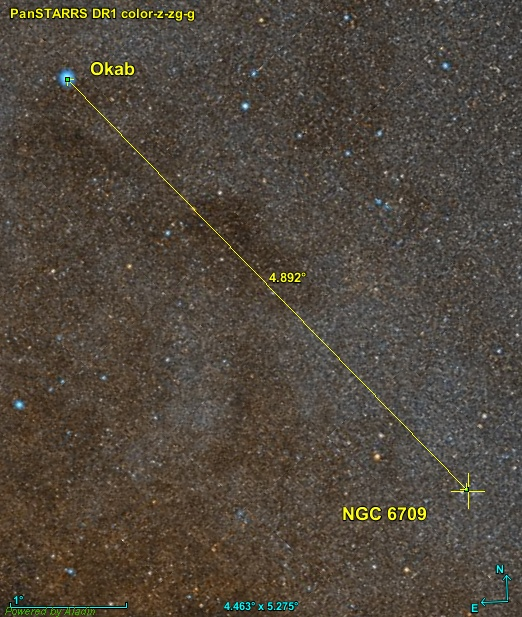
Position de NGC 6709 par rapport à une étoile de l'Aigle.

NGC 6709 est situé à environ 5,0 degrés au sud-ouest de l'étoile Okab (Zeta Aquilae) dont la magnitude apparente est de 2,99.

## Caractéristiques
Certaines caractéristiques apparaissent sur la base de données Simbad, mais une publication très récente (2023) basée sur les mesures de la parallaxe par le satellite Gaia a permis une mise à jour importante des données. Les données du « GAIA EARLY DATA RELEASE 3 (GAIA EDR3) » ont également permis aux auteurs (Almeida, Monteiro et Dias) de cette publication d'estimer la masse de 773 amas ouverts, dont celle de NGC 6709 qui est de 679 ± 135 {\displaystyle M_{\odot }}.

### Distance, taille et vitesse
Cet amas est à 1 043 ± 6 pc du système solaire.
Simbad cite une autre publication récente (2021) basées sur les mesures réalisées par le satellite Gaia de la parallaxe des étoiles de NGC 6709, selon laquelle l'amas est à 1 031 ± 21 pc (∼3 360 al) du système solaire,. La base de données Simbad indique aussi cinq autres valeurs de distance. La moyenne des six valeurs est égale à 1 058 ± 23 pc (∼3 450 al), ce qui est en accord avec la distance proposée par Almeida, Monteiro et Dias.
La taille apparente de l'amas est de 14 à 15 minutes d'arc, ce qui, compte tenu de la distance égale à 1 043 ± 6 pc et grâce à un calcul simple, équivaut à une taille réelle de 14,3 ± 0,6 al.
Simbad indique aussi six valeurs de la vitesse basées sur de récentes publications (2017 à 2021) comprises entre −4,22 km/s et −12,80 km/s. La valeur provenant des mesures de la parallaxe par Gaia est de −10,072 ± 0,275 km/s. La moyenne des six valeurs est égale à −9,35 ± 2,99 km/s.

### Métallicité
Simbad rapporte deux valeurs de la métallicité (Fe/H) : -0,03 et 0,143. Selon Almeida et ses collègues, la métallicité de l'amas est égale à 0,047 ± 0,021. Selon cette veleur, le pourcentage d'éléments lourds (plus lourd que l'hydrogène et l'hélium) de cet amas serait compris entre 106% et 117% (100,47 ± 0,021) de celui du Soleil.

### Âge
Webda et Lynga indiquent un âge de 151 millions d'années (log10=8,178 = 108,178). Selon une étude publiée en 2023 et basée sur l'appauvrissement en lithium dans la photosphère de 6200 étoiles de 52 amas ouverts , l'âge de NGC 6709 est de 141 ± 14 Ma (log10 age= 8,15 ± 0,04 ). Ces deux valeurs sont compatibles avec l'âge de 157 millions d'années proposée par Almeida et ses collègues.

## Étoiles
NGC 6709 renferme au moins deux étoiles traînardes bleues.
Selon une article publié en 2022 basé sur les données recueillies par les relevés du satellite Gaia et de l'ESO, le nombre d'étoiles dont la probabilité d'appartenir à NGC 6709 est supérieure à 0,9 est de 64 à 71.
Simbad montre aussi un bouton nommé Children. En cliquant sur ce bouton, on atteint une section de cette base de données qui renferme un tableau contenant 439 entrées pour NGC 6709. Cependant, des étoiles (les Children) peuvent apparaître plusieurs fois dans la deuxième colonne du tableau, d'où le nombre de liens bibliographiques qui est supérieure au nombre d'étoiles. La quatrième colonne de ce tableau indique la probabilité que l'étoile appartienne à l'amas. En cliquant sur le titre de cette colonne, on peut classer la probabilité par ordre croissant ou décroissant. En cliquant sur la désignation de l'étoile, on atteint la page de Simbad qui résume ses propriétés.